# Олейник, Роберт (футболист)
Ро́берт (Бобби) Оле́йник (нем. Robert Olejnik; 26 ноября 1986, Вена, Австрия) — австрийский футболист польского происхождения, вратарь.

## Клубная карьера
Роберт родился 26 ноября 1986 года в Вене.
Ещё в раннем детстве Олейник пришёл в Академию местного клуба «Аустрия», где и начал обучаться футбольному мастерству. В рядах «фиалок» Роберт оставался до лета 2003 года, когда на него вышли скауты английской команды «Астон Вилла», предложившие 17-летнему голкиперу пройти просмотр в стане «львов». Олейник ответил согласием и, впечатлив тренеров бирмингемского коллектива своим талантом, 1 августа подписал с «Виллой» свой первый профессиональный контракт.
Но стать основным вратарём «львов» Роберт стать не смог, четыре года проведя в дублирующей команде. В марте 2007 года Олейник был отправлен по арендному соглашению в клуб «Линкольн Сити». Но и в рядах «чертей» голкипер не получил профессионального опыта, не сыграв за первый состав «Сити» ни одного матча. Тем не менее австриец стал одним из творцом победы резервной команды «Линкольна» в кубке «Pontin’s Reserves League Cup». На пути к финальному поединку «Сити» переиграли «дубли» «Шеффилд Юнайтед» и «Блэкберн Роверс», а в решающей встрече их соперником стал «Хартлпул Юнайтед». Основное и дополнительное время матча закончилось со счётом 1:1. В серии послематчевых пенальти Олейник отразил три удара соперников из девяти и забил решающий одиннадцатиметровый, тем самым принеся своей команде трофей.
30 мая 2007 года контракт Роберта с «Астон Виллой» истёк, и он стал свободным агентом. Долго пробыть в этом статусе ему не пришлось — уже на следующий день австрийский вратарь подписал соглашение о сотрудничестве с шотландским клубом «Фалкирк».
Дебют Олейника в профессиональном футболе состоялся 2 января 2008 года — в этот день его команда в рамках чемпионата страны встречалась с «Килмарноком». На 90-й минуте поединка с поля за потасовку был удалён основной голкипер «детей», Тим Крул. Роберт вышел на замену вместо одного из полевых игроков и сумел в оставшееся время отстоять победный для «Фалкирка» счёт 1:0.
28 июня 2008 года вратарь подписал с «детьми» новый контракт, рассчитанный до лета 2011 года.
В сезоне 2009/10 Олейник стал основным вратарём первого состава «Фалкирка», проведя в этом футбольном году все официальные матчи своей команды, коих в общей сложности было 42, от первой до последней минуты.
Контракт Роберта с «детьми» истёк 30 июня 2011 года. Уже на следующий день австрийский голкипер подписал соглашение о сотрудничестве с клубом Второй Футбольной английской лиги «Торки Юнайтед». 6 августа состоялся дебют Олейника в воротах «чаек» — в тот день команда Роберта разошлась миром с «Бертон Альбион». Сам австриец провёл полную игру и пропустил два мяча. Сезон 2011/12 вратарь провёл на очень высоком уровне, побив рекорд клуба в девятнадцать «сухих» матчей, который держался с 60-х годов XX века. По итогам года Олейник вошёл в символическую сборную Второй английской лиги.
18 июня 2012 года высококотирующегося голкипера подписал клуб Чемпионшипа «Питерборо Юнайтед». Сумма трансфера не разглашалась, контракт был заключён сроком на три года. 14 августа Олейник впервые защищал цвета «Юнайтед» в официальном матче — Роберт сохранил свои ворота в неприкосновенности во встрече Кубка лиги против «Саутенд Юнайтед».

### Клубная статистика
| Клуб                         | Сезон                        | Чемпионат | Чемпионат | Кубок | Кубок | Кубок Лиги | Кубок Лиги | Плей-офф Лиги | Плей-офф Лиги | Еврокубки | Еврокубки | Итого | Итого |
| Клуб                         | Сезон                        | Игры      | Голы      | Игры  | Голы  | Игры       | Голы       | Игры          | Голы          | Игры      | Голы      | Игры  | Голы  |
| ---------------------------- | ---------------------------- | --------- | --------- | ----- | ----- | ---------- | ---------- | ------------- | ------------- | --------- | --------- | ----- | ----- |
| Фалкирк                      | 2007/08                      | 13        | −9        | 1     | 0     | —          | —          | —             | —             | —         | —         | 14    | −9    |
| Фалкирк                      | 2008/09                      | 15        | −28       | 1     | −2    | 2          | −2         | —             | —             | —         | —         | 18    | −32   |
| Фалкирк                      | 2009/10                      | 38        | −57       | 1     | −1    | 1          | −4         | —             | —             | 2         | −2        | 42    | −64   |
| Фалкирк                      | 2010/11                      | 36        | −41       | 2     | −3    | 3          | −5         | —             | —             | —         | —         | 41    | −49   |
| Всего за «Фалкирк»           | Всего за «Фалкирк»           | 102       | −135      | 5     | −6    | 6          | −11        | 0             | 0             | 2         | −2        | 115   | −154  |
| Торки Юнайтед                | 2011/12                      | 46        | −51       | 2     | −3    | 1          | −4         | 2             | −4            | —         | —         | 51    | −62   |
| Всего за «Торки Юнайтед»     | Всего за «Торки Юнайтед»     | 46        | −51       | 2     | −3    | 1          | −4         | 2             | −4            | 0         | 0         | 51    | −62   |
| Питерборо Юнайтед            | 2012/13                      | 41        | −67       | 1     | −3    | 2          | −3         | —             | —             | —         | —         | 44    | −73   |
| Всего за «Питерборо Юнайтед» | Всего за «Питерборо Юнайтед» | 41        | −67       | 1     | −3    | 2          | −3         | 0             | 0             | 0         | 0         | 44    | −73   |
| Всего за карьеру             | Всего за карьеру             | 189       | −253      | 8     | −12   | 9          | −18        | 2             | −4            | 2         | −2        | 210   | −289  |

(откорректировано по состоянию на 6 апреля 2013)

## Сборная Австрии
С 2008 по 2009 год Олейник защищал цвета молодёжной сборной Австрии, всего за которую он провёл 13 матчей.

## Достижения
«Линкольн Сити» (команда дублёров)
- Обладатель «Pontin’s League Cup»: 2006/07

 «Фалкирк»
- Финалист Кубка Шотландии: 2008/09